# Ruta 1 (Paragwaj)
Ruta Nacional Número 1 "Mcal. Francisco Solano López" (lub krócej Ruta 1) – jedna z najważniejszych i najstarszych dróg w Paragwaju. Zaczyna się w stolicy kraju – Asunción (przy skrzyżowaniu z aleją Avenida Eusebio Ayala), natomiast kończy w stolicy departamentu Itapúa – Encarnación (na moście San Roque González de Santa Cruz). Jej długość wynosi 370 km.

## Przebieg trasy
| Kilometr | Miasto                     | Departament | Skrzyżowanie |
| -------- | -------------------------- | ----------- | ------------ |
| 0        | Asunción                   | Asunción    |              |
| 6        | Fernando de la Mora        | Centralny   |              |
| 10       | San Lorenzo                | Centralny   | Ruta 2       |
| 20       | Capiatá                    | Centralny   |              |
| 25       | Juan Augusto Saldívar      | Centralny   |              |
| 36       | Itá                        | Centralny   |              |
| 48       | Yaguarón                   | Paraguarí   |              |
| 69       | Paraguarí                  | Paraguarí   |              |
| 83       | Carapeguá                  | Paraguarí   |              |
| 95       | San Roque G. de Santa Cruz | Paraguarí   |              |
| 109      | Quiindy                    | Paraguarí   |              |
| 138      | Caapucú                    | Paraguarí   |              |
| 160      | Villa Florida              | Misiones    |              |
| 178      | San Miguel                 | Misiones    |              |
| 196      | San Juan Bautista          | Misiones    |              |
| 224      | San Ignacio                | Misiones    | Ruta 4       |
| 243      | Santa Rosa                 | Misiones    |              |
| 252      | San Patricio               | Misiones    |              |
| 288      | General Delgado            | Itapúa      |              |
| 320      | Coronel Bogado             | Itapúa      | Ruta 8       |
| 330      | Carmen del Paraná          | Itapúa      |              |
| 365      | San Juan del Paraná        | Itapúa      |              |
| 370      | Encarnación                | Itapúa      | Ruta 6       |